# Pau de Sanluri
La pau de Sanluri de 1355 fou signada entre Marià IV d'Arborea i Pere el Cerimoniós, tancant la participació de la Corona d'Aragó a la Guerra veneciano-genovesa.
A la tardor de 1355, la unió de les forces de Marià d'Arborea i Matteo Doria, que sumaven 2000 homes a cavall i 1500 infants suggerí la cerca de la pau, per la que Marià obtingué l'autonomia per al jutjat, Pere el Cerimoniós ocupà novament l'Alguer, que fou repoblat per catalans, i Matteo Doria obtingué Monteleone.